# Jean-François Toby
Jean-François Toby  (1900-1964) est un administrateur colonial français.

## Biographie
Jean-François Toby est diplômé de l'École coloniale de Paris. Il entre au service colonial en Afrique et gagne une solide réputation en tant que commandant de district au Soudan français. Les autorités de Vichy le nomment gouverneur de la colonie du Niger, comme successeur du général Falvy, qui doit alors se concentrer sur la restructuration des forces armées en Afrique. Toby prend ses fonctions le 4 mars 1942, jusqu'en décembre 1942 Pendant quelques semaines, du 3 août au 26 août 1943, il est en même temps gouverneur de la Côte d'Ivoire succédant à Georges Rey,. La fin du régime de Vichy en juin 1944 ne l'affecte pas. Pendant les longues absences de Jean-François Toby du Niger, d'autres fonctionnaires coloniaux prennent le poste de gouverneur par intérim : du 30 avril au 13 octobre 1946 Jacques Gosselin, du 24 novembre 1948 au 25 février 1949 Lucien Geay, du 25 février 1949 au 29 mars 1950 Ignace Colombani et du 11 février 1952 au 21 février 1953 Fernand Casimir. La colonie devient un Territoire d'outre-mer au sein de l'Union française en 1946. Par les élections du Conseil général en 1946-1947, le Niger  obtient son propre parlement pour la première fois. Le gouverneur Toby s'efforce d'influencer le paysage politique pour faire émerger des partis pro-français. La France de la IVe République considère que le futur Parti progressiste nigérien (PPN-RDA) n'est pas fiable, notamment en raison de son alliance avec le Parti communiste français (PCF). Jean-François Toby lance alors en 1948 la fondation d'un nouveau parti, l'Union des Nigériens Indépendants et Sympathisants (UNIS). L'objectif d'affaiblir significativement le PPN-RDA est atteint temporairement, mais à partir de 1952 l'UNIS perd de son importance en raison de crises internes et le parti est finalement dissous en 1957. Le PPN-RDA redevient la force politique dominante au Niger.
Jean-François quitte l'Afrique en 1954 et prend le 28 septembre son nouveau poste de gouverneur de la Polynésie française, succédant à Jean Petitbon. Son successeur au poste de gouverneur au Niger est Jean Ramadier. Toby doit faire face dans son nouveau poste à une certaine instabilité politique et aux bouleversements provoqués par la loi-cadre Defferre de 1956. Le 7 mars 1958, il est remplacé par Camille Bailly. Jean-François Toby meurt six ans plus tard dans sa Bretagne natale.